# موريس بيرنير (سياسي)
موريس بيرنير هو سياسي كندي، ولد في 11 مارس 1947 في لاك مغانتيك في كندا. نشط حزبياً في الكتلة الكيبيكية. وقد انتخب عضو مجلس العموم الكندي.